# كيلي فلينت
كيلي فلينت (بالإنجليزية: Kelly Flint)‏ هي ممثلة أمريكية، ولدت في 15 نوفمبر 1911 في ألاميدا في الولايات المتحدة، وتوفيت في 4 يوليو 2000 في دالاس في الولايات المتحدة.

## وصلات خارجية
- كيلي فلينت على موقع IMDb (الإنجليزية)